# Airdrieonians FC (1878)

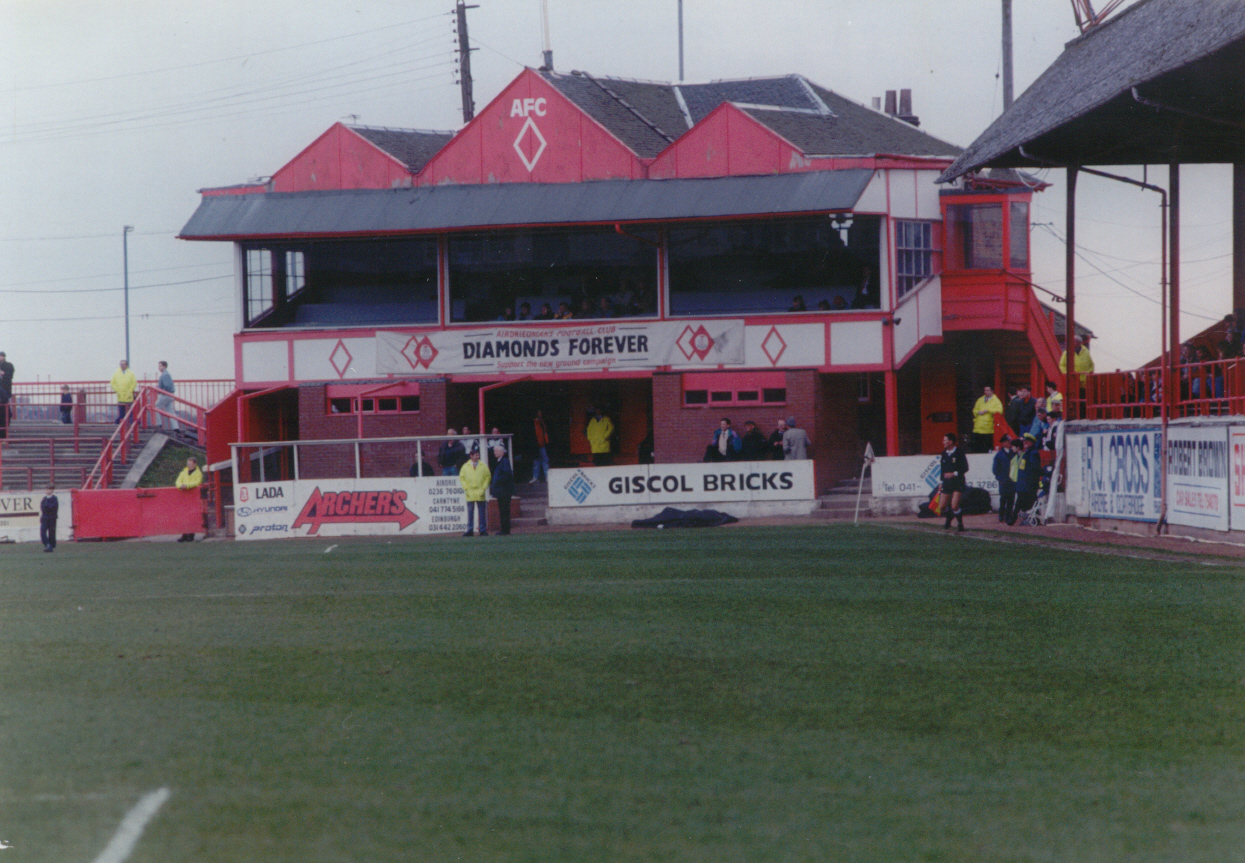
Tribune op Broomfield Park

Airdrieonians FC was een Schotse voetbalclub uit Airdrie.
De club werd in 1878 opgericht als Excelsior Football Club maar veranderde zijn naam in Airdrieonians in 1881. De club was het meest succesvol in de jaren 20 toen 2de 4 keer op rij vicekampioen werden in de hoogste klasse (1923-1926). De beker werd in 1924 binnengehaald.
Na de Schotse bekerfinale verloren te hebben in 1992 mocht de club toch Europees spelen in de beker der bekerwinnaars omdat Rangers FC kampioen was.
Na het seizoen 2001/02 ging de club failliet, ze eindigden wel nog op een 2de plaats in de 2de klasse. Het was sinds 1967 geleden dat een League-club failliet ging, toen Third Lanark AC. Het volgend seizoen werd een nieuwe club gevormd, Airdrie United FC. Op 3 juni 2013 werd bekend dat deze club hernoemd wordt naar Airdrieonians FC.
Een van de redenen voor het faillissement was dat er een nieuw stadion moest gebouwd worden en de club wilde een stadion met 10 000 plaatsen (terwijl er maar 2000 toeschouwers waren) omdat op dat moment dat de vereiste was om in de Scottish Premier League te kunnen spelen. Inmiddels is dat teruggeschroefd naar 6000. Misschien dat als deze regel eerder van toepassing was dat het Airdrieoninans had kunnen redden.
De club speelde in totaal 60 seizoenen in de hoogste voetbalklasse en 41 seizoenen in de 2de klasse.

## Erelijst
- Scottish Cup
  - Winnaar: 1924
  - Finalist: 1975, 1992, 1995
- Scottish League Challenge Cup
  - Winnaar: 1995, 2001, 2002

## Eindklasseringen
| 2 |

| 15 |

| 3 |

| 2 |

| 14 |

| 13 |

| 14 |

| 15 |

| 1 |

| 7 |

| 11 |

| 16 |

| 5 |

| 16 |

| 13 |

| 15 |

| 11 |

| 15 |

| 17 |

| 2 |

| 13 |

| 13 |

| 7 |

| 12 |

| 9 |

| 15 |

| 18 |

| 1 |

| 11 |

| 8 |

| 6 |

| 10 |

| 6 |

| 2 |

| 7 |

| 10 |

| 5 |

| 10 |

| 5 |

| 9 |

| 5 |

| 6 |

| 4 |

| 2 |

| 2 |

| 7 |

| 12 |

| 3 |

| 4 |

| 8 |

| 2 |

| 4 |

| 4 |

| 9 |

| 8 |

| 2 |

| Niveau 1 | Niveau 2 | Niveau 3 | Niveau 4 |

| Periode    | Niveau 1                | Niveau 2              | Niveau 3            | Niveau 4            |
| 1893-1975  | Division One            | Division Two          | Division Three      | --                  |
| 1975-1998  | Premier Division        | First Division        | Second Division     | Third Division      |
| 1998-2013  | Scottish Premier League | First Division        | Second Division     | Third Division      |
| 2013-heden | Scottish Premiership    | Scottish Championship | Scottish League One | Scottish League Two |

## Airdrieonians in Europa
#R = #ronde, T/U = Thuis/Uit, W = Wedstrijd, PUC = punten UEFA coëfficiënten .
Uitslagen vanuit gezichtspunt Airdrieonians FC
| Seizoen | Competitie   | Ronde | Land              | Club            | Totaalscore | 1e W    | 2e W    | PUC |
| ------- | ------------ | ----- | ----------------- | --------------- | ----------- | ------- | ------- | --- |
| 1992/93 | Europacup II | 1R    | Vlag van Tsjechië | AC Sparta Praag | 1-3         | 0-1 (T) | 1-2 (U) | 0.0 |

## Bekende (ex-)spelers
- Justin Fashanu